# Cattleya acuensis
Cattleya acuensis är en orkidéart som först beskrevs av Jack Archie Fowlie, och fick sitt nu gällande namn av Van den Berg. Cattleya acuensis ingår i släktet Cattleya och familjen orkidéer. Inga underarter finns listade i Catalogue of Life.